# Tennistoernooi van Rome 1992
|                                    |  |                                            |
| Jim Courier, winnaar bij de mannen |  | Gabriela Sabatini, winnares bij de vrouwen |

Het tennistoernooi van Rome van 1992 werd van 4 tot en met 18 mei 1992 gespeeld op de gravelbanen van het Foro Italico in de Italiaanse hoofdstad Rome. De officiële naam van het toernooi was Italian Open.
Het toernooi bestond uit twee delen:
- ATP-toernooi van Rome 1992, het toernooi voor de mannen, van 11 tot en met 18 mei
- WTA-toernooi van Rome 1992, het toernooi voor de vrouwen, van 4 tot en met 10 mei

ATP-toernooi van Rome – WTA-toernooi van Rome

1990 · 1991 · 1992 · 1993 · 1994 · 1995 · 1996 · 1997 · 1998 · 1999 · 2000 · 2001 · 2002 · 2003 · 2004 · 2005 · 2006 · 2007 · 2008 · 2009 · 2010 · 2011 · 2012 · 2013 · 2014 · 2015 · 2016 · 2017 · 2018 · 2019 · 2020 · 2021 · 2022 · 2023 · 2024